# 村米制度
村米制度（むらまいせいど）は、播磨地方の酒米産地と灘五郷をはじめ特定の蔵元との間で結ばれる、酒米取引制度（現:酒造業者）のことを言う。

## 概要
1875年（明治7年）に地租改正により、農家が納める税金は米から金に変わり、農家では収量を重視するようになり、米の品質が落ちてきたが、一方で、酒の需要が増加し、蔵元では酒米を確保しようとした。その結果、品質の良い酒米を求める蔵元と安定した販売先を求める農家の思いが一致し、この制度がはじまった。しかし、発祥地は二説あり、1893年（明治26年）に現在の三木市吉川町市野瀬の山田篤治朗が発起人となり、現在の西宮市にある蔵元の辰馬悦蔵と交渉し、取引を開始した説と、1891年（明治24年）から翌1892年（明治25年）頃に現在の加東市上久米集落の住民が現在の神戸市灘区の本嘉納商店と取引を開始した説がある。現在も三木市吉川町を中心に、村米制度が残っており、干ばつや水害、また、震災などの災害にも互いに助け合うなど、単に酒米の取引だけでなく、強いつながりが続いている。

## 発祥地
- 兵庫県三木市吉川町市野瀬
- 兵庫県加東市上久米